# Gospić
Gospić (Hongaars: Goszpics; Duits: Gospitsch; Italiaans: Gospici) is het administratieve centrum van de Kroatische provincie Lika-Senj. Ongeveer 5695 (2005) inwoners wonen in Gospić. Het gebied is in het westen bergachtig en in het oosten is er de karstvlakte. Gospić wordt doorsneden door de lika-rivier. De stad is sinds een paar jaar sneller bereikbaar door de aanleg van de snelweg (A1) Zagreb - Zadar - Split - Dubrovnik.

## Plaatsen in de gemeente
Aleksinica, Barlete, Bilaj, Brezik, Brušane, Budak, Bužim, Debelo Brdo I, Debelo Brdo II, Divoselo, Donje Pazarište, Drenovac Radučki, Gospić, Kalinovača, Kaniža Gospićka, Klanac, Kruščica, Kruškovac, Kukljić, Lički Čitluk, Lički Novi, Lički Osik, Lički Ribnik, Lipe,  Mala Plana, Medak, Mogorić, Mušaluk, Novoselo Bilajsko, Novoselo Trnovačko, Ornice, Ostrvica, Oteš, Pavlovac Vrebački, Počitelj, Podastrana, Podoštra, Popovača Pazariška, Rastoka, Rizvanuša, Smiljan, Smiljansko Polje, Široka Kula, Trnovac, Vaganac, Velika Plana, Veliki Žitnik, Vranovine, Vrebac, Zavođe en Žabica
Steden (gradovi): Gospić · Novalja · Otočac · Senj

Gemeenten (općine): Brinje · Donji Lapac · Karlobag · Lovinac · Perušić · Plitvička Jezera · Udbina · Vrhovine
Bjelovar · Čakovec · Dubrovnik · Gospić · Karlovac · Koprivnica · Krapina · Osijek · Pazin · Požega · Rijeka · Šibenik · Sisak · Slavonski Brod · Split · Varaždin · Virovitica · Vukovar · Zadar · Zagreb